# 1,9-Pirazoloantron
1,9-Pirazoloantron je hemijsko jedinjenje koje je derivat antrona. On se koristi u biohemijskim studijama kao inhbitor c-Jun N-terminalnih kinaza (JNK).
Derivati 1,9-porazoloantrona imaju više različitih bioloških dejstava. Na primer, 5-(aminoalkil)amino derivati su instraživani kao potencijalni tretmani za kancer.